# Shellerini
Shellerini, właśc. Sebastian Warzecha (ur. 14 marca 1983 w Poznaniu), znany również jako Sheller i Mały Szelma – polski raper. Członek zespołów WSRH i Projekt Własny Styl. Współtworzy także kolektyw PDG Kartel.
Shellerini współpracował ponadto m.in. z takimi wykonawcami jak: Słoń, Beat Squad, Killaz Group, Mrokas, Kaczor, Sarius, Paluch, DJ Decks, Rafi, Peja, Donatan oraz DonGURALesko.

## Działalność artystyczna
Shellerini pierwszy raz nagrywał w 1996 r. Szerzej zadebiutował w 2002 roku na albumie Opowieści z betonowego lasu, rapera DonGURALesko. Rok później w 2003 r. dołączył do grupy muzycznej PWS (Projekt Własny Styl), z którą to wydał nielegal, PDG Rapertuar. W 2008 r. wraz z innym raperem, Słoniem, wydał nielegal Wyższa Szkoła Robienia Hałasu jako grupa WSRH. Album był promowany przez dwa teledyski „Mistrz tu jest” wraz z Kobrą i „Reprezentant”. W międzyczasie udzielił się na składance Jestem stąd obok Kaczora w utworze „Rap, pasja, bit”. Wystąpił też gościnnie na albumach Na serio Peji (w utworze „Mamy ten Flow”), oraz Jeden na milion Onara, w „Jestem z miasta”. W 2009 roku wydał kolejny nielegal (mixtape) wraz ze Słoniem jako WSRH, Unhuman Mixtape, który był promowany utworem „Rock & Roll”. Gościem była grupa wykonująca hip-hop – RR Brygada, oraz DJ Decks.
18 lutego 2011 odbyła się premiera albumu Shellera pt. PDG Gawrosz. 31 marca 2012 ukazał się album WSRH pt. Szkoła wyrzutków.
20 maja 2016 został wydany drugi studyjny album pt. Mam się świetnie.

## Dyskografia

### Albumy
| 2010                        | Gościnnie... Shellerini - Data: 13 kwietnia 2010 - Wydawca: brak (nielegal) | –  |
| 2011                        | PDG Gawrosz - Data: 19 lutego 2011 - Wydawca: Szpadyzor Records             | 10 |
| 2016                        | Mam się świetnie - Data: 20 maja 2016 - Wydawca: Szpadyzor Records          | 10 |
| 2019                        | Alma Mater - Data: 11 października 2019 - Wydawca: Gawrosz                  | 1  |
| „–” album nie był notowany. |                                                                             |    |

### Inne
| Rok  | Tytuł | Album                                          |
| ---- | --- | ---------------------------------------------- |
| 2004 | „Ból istnienia” (Ripakt, gośc. Shellerini) | Więc koty za płoty...                          |
| 2005 | „Kto jeśli nie my” (Kobra & DJ Simo, gośc. Qlop, Shellerini) | Mixtape Vol. 2                                 |
| 2005 | „Pią, pią” (DonGURALesko, gośc. Shellerini) | Drewnianej małpy rock                          |
| 2006 | „Konsekwencja wskazana” (Bubel, gośc. Qlop, Shellerini, Dj Hen) | Prowizorka                                     |
| 2006 | „Z koncertu na koncert” (DonGURALesko, DJ Kostek, gośc. Shellerini) „Yo mama” (DonGURALesko, DJ Kostek, gośc. Shellerini) „Łyk łychy” (DonGURALesko, DJ Kostek, gośc. Shellerini) „Tak kozatzko” (DonGURALesko, DJ Kostek, gośc. Shellerini) | Jointy, konserwy, muzyka bez przerwy           |
| 2006 | „Wy... kreowane kur... wy” (P.A.G., gośc. Shellerini) | Mixtape u szefa                                |
| 2006 | „Dis Vol. II” (RY23/Kowall, gośc. Galon, Qlop, Rafi, Shellerini) | Western 2                                      |
| 2006 | „Podziemna produkcja” (Gronas, gośc. Shellerini) | Życiowe tło                                    |
| 2006 | „Realia” (Hory & Wasp, gośc. Shellerini) | Znak zapytania                                 |
| 2007 | „Poznański stan świadomości” (DonGURALesko, Matheo, gośc. Shellerini) „Powiedz gdzie jest hajs tu” (DonGURALesko, Matheo, gośc. Shellerini) „Dobrze o tym wiesz” (DonGURALesko, Matheo, gośc. Qlop, Shellerini)                              | Manewry mixtape. Z cyklu janczarskie opowieści |
| 2007 | „Dwa przekręty” (P.A.G. & Hirass, gośc. Shellerini) | C.D.nastąpił                                   |
| 2007 | „Rap w tym mieście” (Killaz Group, gośc. Shellerini) | Operacja kocia karma                           |
| 2008 | „Po 1,2,3...” (W.B.U., gośc. RY23, Shellerini) | Powiem ci że...                                |
| 2008 | „Nałóg” (Beat Squad, gośc. RY23, Shellerini) | Zapach lata                                    |
| 2008 | „Od świtu do zmierzchu” (DJ Decks, gośc. RY23, Paluch, Kobra/Oldas, Pele, Shellerini, Gandzior & Medi Top Glon) | Mixtape 4                                      |
| 2008 | „Kozły Poznań (Hory)” (Piastowskie Miasto, gośc. Shellerini, Paszkin) | PMixtape: Dejmu                                |
| 2009 | „Dis Vol. II” (RY23, gośc. Shellerini) | Western trylogia                               |
| 2009 | „PDG Kolęda” (DonGuralEsko & Matheo, RR Brygada, Więcej THC, Shellerini, Koni) | Black X-Mas 3 (kompilacja)                     |
| 2009 | „Wypite” (Paluch, gośc. Shellerini, Waber) | Pewniak                                        |
| 2009 | „5 styli” (Słoń, gośc. Kaczor, Shellerini, Koni, Paluch) „Chore melodie” (Słoń, gośc. Shellerini) | Chore melodie                                  |
| 2009 | „Mamy ten flow” (Peja, gośc. Brahu, Shellerini) | Na serio                                       |
| 2009 | „Chore melodie” (Słoń, gośc. Shellerini) | Ssij to EP                                     |
| 2010 | „Nie znajdziesz” (LuzBena Crew, gośc. Shellerini) | Betonowe palmy                                 |
| 2010 | „Element zaskoczenia” | Maxisingiel Szpadyzor Records (kompilacja)     |
| 2010 | „City na ostro” (Kaiteu/Pietz, gośc. Shellerini) | Tybetańscy pszczelarze                         |
| 2010 | „Sprawdź to” (Jajo, gośc. Shellerini) | Niewyjściowy rap                               |
| 2010 | „Jaraj się” (Aifam, gośc. Shellerini) | Ponad tym                                      |
| 2010 | „Bajters” (Słoń, Mikser, gośc. Shellerini, Koni, DJ Decks) | Demonologia                                    |
| 2010 | „From H-Town To Poznań” (Kaczor, gośc. Paul Wall, Shellerini) | Przyjaźń, duma, godność                        |
| 2010 | „SuperMC” (Kobra, gośc. Onar, Shellerini) | Na żywo z miasta grzechu                       |
| 2011 | „Miasto boga” (Rena, gośc. Shellerini, Kobra) | Mój monopol                                    |
| 2011 | „Mechanizm bragga” (Blend) (DJ Soina, gośc. Shellerini) | Kręci mnie vinyl                               |
| 2011 | „Robimy hity” (Rafi, gośc. DonGuralEsko, Shellerini) | 200 ton                                        |
| 2011 | „Świat jest nasz” (Mrokas, gośc. Shellerini) | Mrok w mieście                                 |
| 2011 | „Kolor purpury” (SzpadyRemix) (DonGURALesko, gośc. RR Brygada, Shellerini, Koni, Qlop) | Zaklinacz deszczu                              |
| 2011 | „Prestiż” (Collegium Elemente, gośc. Shellerini, Kroolik Underwood) „Prestiż (Remix)” (Collegium Elemente, gośc. Shellerini, Kroolik Underwood)                                                                                              | Nasz dzień                                     |
| 2012 | „Balans” (Ogniwo, gośc. Shellerini) | Negatyw pozytywu                               |
| 2012 | „Tres Amigos” (RY23, gośc. Jeune Ras, Shellerini) | Magiczne pióro                                 |
| 2012 | „Słowiańska krew” (Donatan, gośc. Kaczor, Rafi, Ry23, Shellerini ) | Równonoc. Słowiańska dusza                     |
| 2012 | „Pięć” (DonGURALesko, gośc. Shellerini) | Projekt jeden z życia moment                   |
| 2013 | „Gra o tron” (Słoń, Mikser, gośc. Shellerini) | Demonologia 2                                  |
| 2013 | „Głodni z natury” (Hukos, Cira, gośc. Praktis, Bezczel, Shellerini, Bonson, Pyskaty) | Głodni z natury                                |
| 2013 | „Nie obchodzisz mnie” (Kroolik Underwood, gośc. PeeMeR, Shellerini) | Punkt G                                        |
| 2013 | „Etniczne czystki” (Greg, gośc. Wasp, Shellerini) | Składak                                        |
| 2013 | „Bilet w jedną stronę” (DJ Soina, gośc. Shellerini, Kaczor) | Kręci mnie vinyl 2                             |
| 2013 | „Miłość to muzyka” (Grosik, gośc. Shellerini, RY23) | Uśmiech diabła                                 |
| 2013 | „Etniczne czystki” (Wasp, gośc. Shellerini) | Introspekcja                                   |
| 2014 | „Cena marzeń” (Kafar, gośc. Shellerini, Ero) | Panaceum                                       |
| 2014 | „O ciszy zapomnij” (Chada, RX, gośc. Shellerini, Mafatih) | Efekt porozumienia                             |
| 2015 | „Hybris” (Jeune Ras, gośc. Shellerini, Ry23) | Trap12 Vol.1                                   |

## Teledyski
| Rok       | Utwór                                                                                  | Reżyseria/realizacja | Album                        |
| --------- | -------------------------------------------------------------------------------------- | -------------------- | ---------------------------- |
| 2010      | „Element zaskoczenia”/„Ostatnie pokolenie”                                             | Wendland Films       | PDG Gawrosz                  |
| 2011      | „Do ostatniej kropli” (gościnnie: DJ Decks)                                            | Wendland Films       | PDG Gawrosz                  |
| 2011      | „Mechanizm bragga” (gościnnie: DJ Soina)                                               | Wendland Films       | PDG Gawrosz                  |
| 2011      | „Wstań i idź” (gościnnie: DonGURALesko)                                                | Wendland Films       | PDG Gawrosz                  |
| 2012      | „Sodowych lamp blask” (gościnnie: Aifam)                                               | Wendland Films       | PDG Gawrosz                  |
| 2014      | „Stamina”                                                                              | Smoła Studio         | Mam się świetnie             |
| 2016      | „Już nie wczoraj” (gościnnie: The Returnes)                                            | Smoła Studio         | Mam się świetnie             |
| 2016      | „Gom Dżabbar”                                                                          | Smoła Studio         | Mam się świetnie             |
| 2016      | „Buzdygan” (gościnnie: Ero, Donguralesko)                                              | Smoła Studio         | Mam się świetnie             |
| Gościnnie |                                                                                        |                      |                              |
| 2012      | „Słowiańska krew” (Donatan, gościnnie: DonGURALesko, Kaczor, Shellerini, Rafi, Ry23)   | Piotr Smoleński      | Równonoc. Słowiańska dusza   |
| 2012      | „Pięć” (donGURALesko, gościnnie: Sitek, Shellerini)                                    | Smoła Studio         | Projekt jeden z życia moment |
| 2013      | „Głodni z natury” (Hukos, Cira, gościnnie: Bonson, Praktis, Sheller, Bezczel, Pyskaty) | Exformers            | Głodni z natury              |
| 2013      | „Bilet w jedną stronę” (DJ Soina, gościnnie: Shellerini, Kaczor)                       | Michał Kwiatek       | Kręci mnie vinyl 2           |
| 2014      | „Miłość to muzyka” (Grosik, gościnnie: Shellerini, Ry23)                               |                      | Uśmiech diabła               |
| 2014      | „Gra o tron” (Słoń i Mikser, gościnnie: Shellerini)                                    | Bassmedia            | Demonologia 2                |

## Nagrody i wyróżnienia
| Rok  | Kategoria                                                                                                   | Nagroda                            | Uwagi      | Źródła |
| ---- | --- | ---------------------------------- | ---------- | ------ |
| 2010 | Artysta Roku 2009                                                                                           | Podsumowanie 2009/Poznanskirap.com | 9. miejsce | [ 77 ] |
| 2010 | Teledysk Roku 2009 (Dj Story, Sheller, Słoń, Ramona 23, Paluch, Kobra, Oldas, Pele, Gandzior – „To miasto”) | Podsumowanie 2009/Poznanskirap.com | 1. miejsce | [ 77 ] |
| 2010 | Teledysk Roku 2009 (Paluch, Shellerini, FsDan, Saja, Słoń, Perez, Dj Taek i inni – „Siła to jedność”)       | Podsumowanie 2009/Poznanskirap.com | 5. miejsce | [ 77 ] |
| 2010 | Teledysk Roku 2009 (Shellerini & Słoń gościnnie: Koni – „Rap znad Warty”)                                   | Podsumowanie 2009/Poznanskirap.com | 6. miejsce | [ 77 ] |
| 2012 | Teledysk Roku 2011 („Do ostatniej kropli”)                                                                  | Podsumowanie 2011/Poznanskirap.com | 8. miejsce | [ 78 ] |
| 2012 | Wydarzenie Roku 2011 (solowy debiut)                                                                        | Podsumowanie 2011/Poznanskirap.com | 3. miejsce | [ 79 ] |
| 2012 | Zespół/Artysta Roku 2011                                                                                    | Podsumowanie 2011/Poznanskirap.com | 4. miejsce | [ 80 ] |
| 2012 | Album Roku 2011 (PDG Gawrosz)                                                                               | Podsumowanie 2011/Poznanskirap.com | 3. miejsce | [ 81 ] |